# Mustafa Madbuli
Mustafa Kamal Madbuli (arab. ‏مصطفى كمال مدبولي‎, ur. 28 kwietnia 1966 w Kairze) – egipski polityk, minister zakwaterowania, usług publicznych i rozwoju miast w latach 2014–2019, premier Egiptu od 14 czerwca 2018.

## Życiorys
Ukończył studia inżynierskie na uniwersytecie w Kairze. Od września 2009 do listopada 2011 pełnił funkcję dyrektora Głównego Urzędu ds. Planowania Przestrzeni Miejskiej w ministerstwie budownictwa, gospodarki miejskiej i planowania. W latach 2012–2014 był dyrektorem regionalnym Programu Osadnictwa Ludności w Organizacji Narodów Zjednoczonych.
1 marca 2014 został mianowany ministrem zakwaterowania, usług publicznych i rozwoju miast w rządzie Ibrahima Mahlaba, stanowisko zachował także w gabinecie Szarifa Isma’ila. W listopadzie 2017 pełnił obowiązki premiera podczas pobytu Isma’ila w szpitalu w Niemczech. 7 czerwca 2018 został desygnowany do objęcia funkcji premiera Egiptu. Jego rząd został zaprzysiężony 14 czerwca, Madbuli zachował w nim dotychczasowe stanowisko ministra zakwaterowania.